# La quinta stagione (Blez)
La quinta stagione è un singolo del duo Blez con la partecipazione di Pierangelo Bertoli pubblicato nel 1993 come estratto dall'album Blez.

## Descrizione
La canzone, scritta da Bonaffini nel 1984, è stata pubblicata quasi dieci anni dopo dal duo Blez in occasione dell'uscita del loro album omonimo.
L'argomento specifico trattato è quello del conflitto della ex Jugoslavia, mentre più in generale volge il grido contro tutte le guerre.
Esistono tre versioni della canzone, oltre a quella eseguita dal duo Blez con Bertoli, pubblicata nel singolo e nell'album Blez, lo stesso album contiene una versione eseguita dai soli Blez, inoltre una versione unplugged eseguita Luca Bonaffini è contenuta nell'album Scialle di pavone del 1998.

## Tracce
1. La quinta stagione
2. Il locale di Bill

## Formazione
- Luca Bonaffini
- Ermanno Zanfi
- Pierangelo Bertoli